# Sergey Parkhomenko

Sergey Borisovich Parkhomenko (en russe : Серге́й Бори́сович Пархо́менко), né le 13 mars 1964 à Moscou, est un éditeur, journaliste, opposition à Vladimir Poutine en Russie et commentateur politique russe,.

## Biographie
Sergey Parkhomenko est né à Moscou en 1964 et est diplômé de l'Université d'État de Moscou, Faculté de journalisme. Au début des années 1990, il a travaillé comme journaliste politique et chroniqueur dans des quotidiens russes tels que Nezavissimaïa Gazeta (Journal Indépendant) et Segodnia (Aujourd'hui).
En 1996, Parkhomenko a fondé le premier magazine d'information russe Itogi (Sommaire), publié en étroite collaboration avec l'hebdomadaire américain Newsweek. Parkhomenko a été le rédacteur en chef du magazine jusqu'en 2001, lorsque le nouveau propriétaire a licencié toute l'équipe du magazine. Immédiatement après le licenciement de l'ensemble de la rédaction, Newsweek a mis fin à ses relations avec les nouveaux propriétaires d'Itogi, pour protester contre la prise de contrôle du magazine par le monopole d'État Gazprom et la prise de contrôle hostile du conseil d'administration par une société étatique,,. Parkhomenko a ensuite lancé un nouveau magazine d'information, Yezhenedelnyi Zhournal (Magazine hebdomadaire) et en a été le rédacteur en chef jusqu'en 2003.
De 2004 à 2009, Parkhomenko a successivement dirigé plusieurs maisons d'édition (Inostranka, CoLibri, Atticus et Corpus). D'octobre 2009 à fin 2011, il a été rédacteur en chef de la maison d'édition  et du plus ancien magazine de voyage russe Vokrug sveta.
De 2003 à février 2022, Parkhomenko a été l'auteur et le présentateur de l'émission politique hebdomadaire « Sut' Sobytiy » (L'essenciel des faits) sur la station de radio Echo de Moscou. Après la fermeture de la station de radio Echo de Moscou en mars 2022, quelques jours après le début de l'invasion totale de l'Ukraine par les troupes russes, il a continué à travailler sur sa propre chaîne Youtube et dans les programmes d'autres chaînes Youtube indépendantes.
Depuis l’automne 2016, il est conseiller principal au Kennan Institute du Woodrow Wilson International Center for Scholars, Washington DC.
Parkhomenko apparaît souvent dans le studio de la chaîne de television LCI en tant qu’expert et commentateur des événements politiques et sociaux liés à la Russie,,.
Sergey est marié à Varvara Gornostaeva. Il a deux fils Lev et Peter du premier mariage, Matvey du second mariage, et deux beaux-fils Ilya et Yakov.

## Activités publiques
Parkhomenko est connu comme auteur ou participant à diverses initiatives civiques. En 1994, il etait l'un des fondateurs de la Charte des journalistes de Moscou. En 2004, il devient membre de Comité 2008 qui a essayé assurer la tenue d’élections présidentielles de 2008 libre et démocratique. Parkhomenko est aussi l'auteur de l'idée et du nom du mouvement public « Société des seaux bleus » qui lutte contre la position privilégiée des véhicules routiers équipés de gyrophares (à l'exception des pompiers, de la police et des ambulances); Parkhomenko a été l'un des organisateurs des premiers événements publics de la société au printemps 2010.
Il a été membre du comité d'organisation des manifestations de l'opposition à la fin de l'année 2011 et au début de l'année 2012
Parkhomenko était l'une des organisateurs du mouvement,. Au printemps 2012, il a cofondé la Ligue des électeurs et organisé le projet de procès de protestation de masse « Vse v sud ! » (tout au tribunal), qui a lancé des procès de masse contre la fraude électorale. Cette activité a abouti en mars 2013 à des audiences devant la Cour constitutionnelle russe, qui a statué que les électeurs russes devraient avoir le droit de contester directement les résultats des élections.
Depuis 2013, Parkhomenko est l'un des fondateurs (avec Andrey Rostovtsev, Andrey Zayakin et Mikhail Gelfand) et un participant actif de la communauté activiste  Dissernet, qui vise à nettoyer la science russe du plagiat, en particulier parmi les thèses de doctorat et les thèses universitaires en Russie, ainsi que les publications scientifiques,,.
Parkhomenko est également l'un des initiateurs du projet Dernière adresse, lancé en 2014. Ce projet (basé sur les principes d'un projet européen similaire, Stolperstein) implique l'installation de petites plaques commémoratives (de la taille d'une carte postale) sur les murs des maisons où se trouvaient les dernières adresses de personnes ayant fait l'objet de persécutions politiques pendant les années soviétiques. Outre la Russie, le projet « Dernière adresse » est également développé en Ukraine, en République tchèque, en Allemagne, en Géorgie, en Moldavie et en France,.
En 2014, Parkhomenko était membre du congrès « Ukraine – Russie : un dialogue », tenu à Kiev. En mai 2014, il a été élu membre du Centre PEN russe, la branche russe du PEN International. En janvier 2017, il a été exclu du groupe pour « activité provocatrice » ; Parkhomenko a affirmé avoir été expulsé pour avoir critiqué le Centre PEN russe pour ne pas avoir soutenu le cinéaste ukrainien emprisonné (en Russie) Oleg Sentsov.
En 2016, Parkhomenko est devenu l'un des fondateurs et membre du jury du prix indépendant du journalisme professionnel Redkollegia (en russe, cela signifie « Comité de rédaction »), créé par la fondation caritative « Sreda Foundation » pour soutenir le journalisme professionnel libre en Russie.

## Décorations
- 1993 – La médaille « Défenseur de la liberté en Russie »[29].
- 2007 – Ordre des Arts et des Lettres de France, pour activité d'édition.
- 2011 – Prix du gouvernement russe dans le domaine de la presse écrite. Le prix a été ordonné par le Premier ministre Vladimir Poutine à Parkhomenko et à d'autres éditeurs de la revue Vokrug Sveta[30].
- 2013 – « Plume d'or de Russie », prix journalistique de l'année 2013, pour la vulgarisation de « Dissernet » dans la presse et sur Internet.
- 2014 – Le prix "Politprosvet" pour le projet "Dissernet". Le prix a été décerné à tous les cofondateurs du projet (dont Andrey Rostovtsev, Mikhail Gelfand, Andrey Zayakin et Kirill Mikhailov) dans deux nominations : une nomination honoraire spéciale « Pour l'honneur et la dignité », et la candidature « Vote du peuple ».
- 2015 – Lauréat des « The Moscow Times Awards » 2015 dans la catégorie nomination « Responsabilité sociale personnelle » pour le projet Dernière adresse[31].

## References
1. ↑  Vincent Jauvert, « Sergueï Parkhomenko : « Les gens commencent à se rendre compte qu’à cause de Poutine, la Russie va être détruite » », Nouvel Obs, 6 mars 2022 (consulté le 20 décembre 2024)
2. ↑  « Les Russes veulent-ils la guerre ? (Conférence en russe de Sergueï Parkhomenko) », Lettres Sorbonne Université, 4 décembre 2023 (consulté le 20 décembre 2024)
3. ↑  « Archive complètes du magazine », RIMA (Russian Independent Media Archive) (consulté le 18 décembre 2024)
4. ↑  « MediaTalk; Newsweek Quits Deal With Russian Partner », The New York Times (consulté le 18 décembre 2024)
5. ↑  Christian Caryl, « Russia: Media Turmoil », Newsweek, 19 avril 2001 (consulté le 18 décembre 2024)
6. ↑  « 'Putin Will Get Away With It' », Newsweek, 29 avril 2001 (consulté le 18 décembre 2024)
7. ↑  « Back To The Future », Newsweek, 13 avril 2001 (consulté le 18 décembre 2024)
8. ↑  Johnson’s Russia List #4, BBC Monitoring
9. ↑  Vokrug Sveta Tight-Lipped on Gessen's Departure // The Moscow Times, 05.09.2012
10. ↑  Louis Borel,
Serge Hastom, « Privée de fréquence par le Kremlin, Écho de Moscou s'est relancée sur YouTube », INA, 3 mars 2023 (consulté le 18 décembre 2024)
11. ↑  Page of Sergey Parkhomenko on the site of Kennan Institute
12. ↑  « Poutine déploie ses espions low-cost en Europe », LCI, 14 novembre 2024 (consulté le 20 décembre 2024)
13. ↑  « Ukraine: “La situation se complique” sur le front », LCI, 6 februar 2023 (consulté le 20 décembre 2024)
14. ↑  « Le 22h Rochebin - Broussouloux du jeudi 21 novembre 2024 », TF1, 21 novembre 2024 (consulté le 20 décembre 2024)
15. ↑  (ru) « Такая банда » [archive du 3 janvier 2011], Blog de Sergue Parkhomenko (cook.livejournal.com),‎ 21 décembre 2011 (consulté le 29 mai 2013)
16. ↑  Assen Slim, « Sergey Parkhomenko : les ténèbres de la Russie contemporaine », Regard sur l'Est, 05 februar 2024 (consulté le 20 décembre 2024)
17. ↑  « Sergueï Parkhomenko, éditeur, journaliste russe », RFI, 26 décembre 2011 (consulté le 20 décembre 2024)
18. ↑  Piotr Smolar, « Journalistes sur le front russe », Le Monde, 4 mars 2012 (consulté le 20 décembre 2024)
19. ↑  The Battle for Moscow: Russian Opposition at Odds over Path for Future // Spiegel, 14.03.2012
20. ↑  Court Upholds Right to Appeal Election Results // The Moscow Times, 23.04.2013
21. ↑  « Le marché noir russe le plus fou ? Ni les armes, ni les drogues ni la vodka mais… les thèses de doctorat », Atlantico, 26 mai 2016 (consulté le 18 décembre 2024)
22. ↑  Leon Neyfakh, « Le plus fou des marchés noirs russes », Slate, 5 juillet 2016 (consulté le 18 décembre 2024)
23. ↑  Jack Grove, « La fabrication en série de thèses au cœur du ‘fléau’ Russe de fraude sur les doctorats », Unesco, 3 octobre 2015 (consulté le 20 décembre 2024)
24. ↑  « "Dernière adresse connue", projet spécial de Moscou », Idea Guide (consulté le 18 décembre 2024)
25. ↑  « Dernière adresse connue: un mouvement citoyen commémoratif international », Memorial France, 23 novembre 2020 (consulté le 18 décembre 2024)
26. ↑  « Lancement du projet Последний адрес – « Dernière adresse connue » en France », Association Française des Russisants,‎ 16 septembre 2022 (consulté le 18 décembre 2024)
27. ↑  Nobel Laureate Alexievich Joins Exodus From Russian PEN Center, Radio Free Europe (11 janvier 2017)
28. ↑  Maria Danilova, « Independent Russian journalists look for ways to succeed despite gov't control », sur Columbia Journalism Review, 23 mai 2019 (consulté le 8 mars 2021)
29. ↑  Указ Президента Российской Федерации № 365 от 18.03.1993«О награждении медалью „Защитнику свободной России“ активных защитников конституционного строя» [archive du 1er novembre 2014] (consulté le 23 juin 2014)
30. ↑  «Распоряжение Правительства Российской Fédérations du 31 octobre 2011 г. N 1902-р г. Москва» // Rossiïskaïa Gazeta
31. ↑  The Moscow Times Awards 2015 // Independent Media, 7.12.2015